# Dorothy Kilgallen
Dorothy Mae Kilgallen (Chicago, 3 luglio 1913 – New York, 8 novembre 1965) è stata una giornalista e conduttrice televisiva statunitense.
Di origini irlandesi, Dorothy era figlia di James Kilgallen, editorialista e giornalista per la Hearst Newspapers e di Mae Ahern. Oltre a Dorothy, i Kilgallen ebbero un'altra figlia, Eleanor. La notorietà di Dorothy fu principalmente dovuta alla sua rubrica giornalistica The Voice of Broadway (la voce di Broadway), e per il suo ruolo di esperta nella popolare trasmissione What's My Line?.
La sua prematura e misteriosa morte fu da alcuni messa in relazione con le sue critiche all'operato della commissione Warren sull'omicidio di John Fitzgerald Kennedy.

## Carriera

### Reporter, editorialista e personaggio televisivo

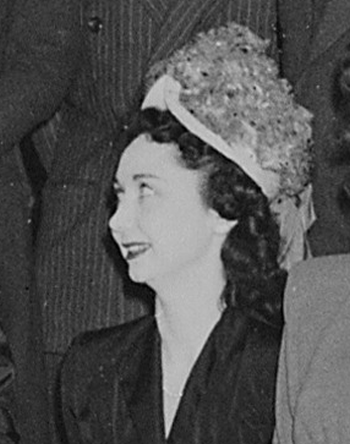
Dorothy Kilgallen nel 1946

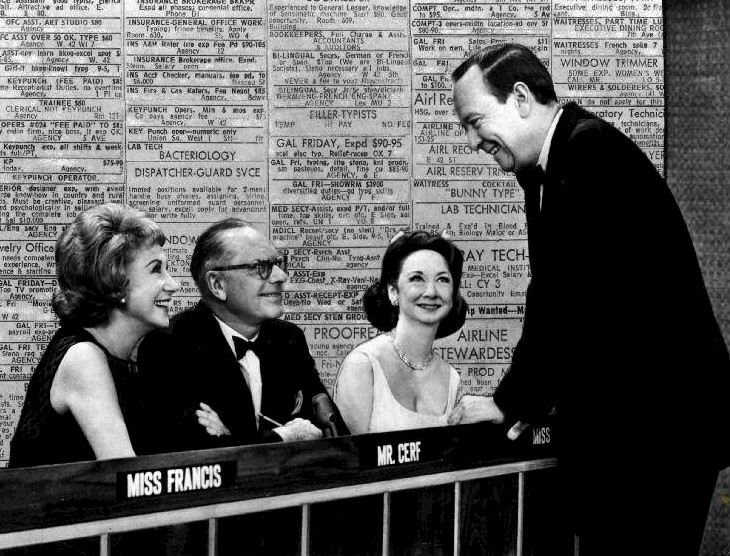
Dorothy Kilgallen (la donna più a destra) nel 1965, sempre durante What's My Line?

I primi anni della carriera della Kilgallen furono come reporter a processi importanti. Seguì in questa veste il processo del Dottor. Sam Sheppard (che ispirò in seguito la serie televisiva Il fuggitivo), di Bruno Hauptmann (accusato di rapimento e dell'uccisione del figlio di Charles Lindbergh), e dell'omicida Anna Antonio. La Kilgallen lavorò in questo periodo per William Randolph Hearst e per altri editori.
Nel 1936, insieme ad altri reporter giornalistici, partecipò ad una competizione che prevedeva il giro del mondo, e, pur essendo l'unica partecipante di sesso femminile, ottenne il secondo posto. Descrisse in seguito la sua esperienza nel libro, Girl Around The World, che ispirò in seguito la pellicola, Fly Away Baby del 1937.
Nel 1938, dopo il suo ritorno a New York, Dorothy Kilgallen cominciò la sua attività di editorialista nella rubrica The Voice of Broadway per il New York Journal-American di Hearst. La rubrica si occupava principalmente dello show business dell'area di New York ma spesso sconfinava in altri argomenti, compresa la politica. Il successo ottenuto portò la giornalista a viaggiare spesso per tutta la nazione.
A partire dal 1945 la Kilgallen inaugurò un talk-show radiofonico di successo, Breakfast with Dick and Dorothy, insieme a suo marito, Richard Kollmar. Lo show veniva trasmesso dall'appartamento della coppia a Park Avenue dove i due, davanti alla colazione, chiacchieravano sulle notizie e i pettegolezzi del giorno.

### What's My Line?

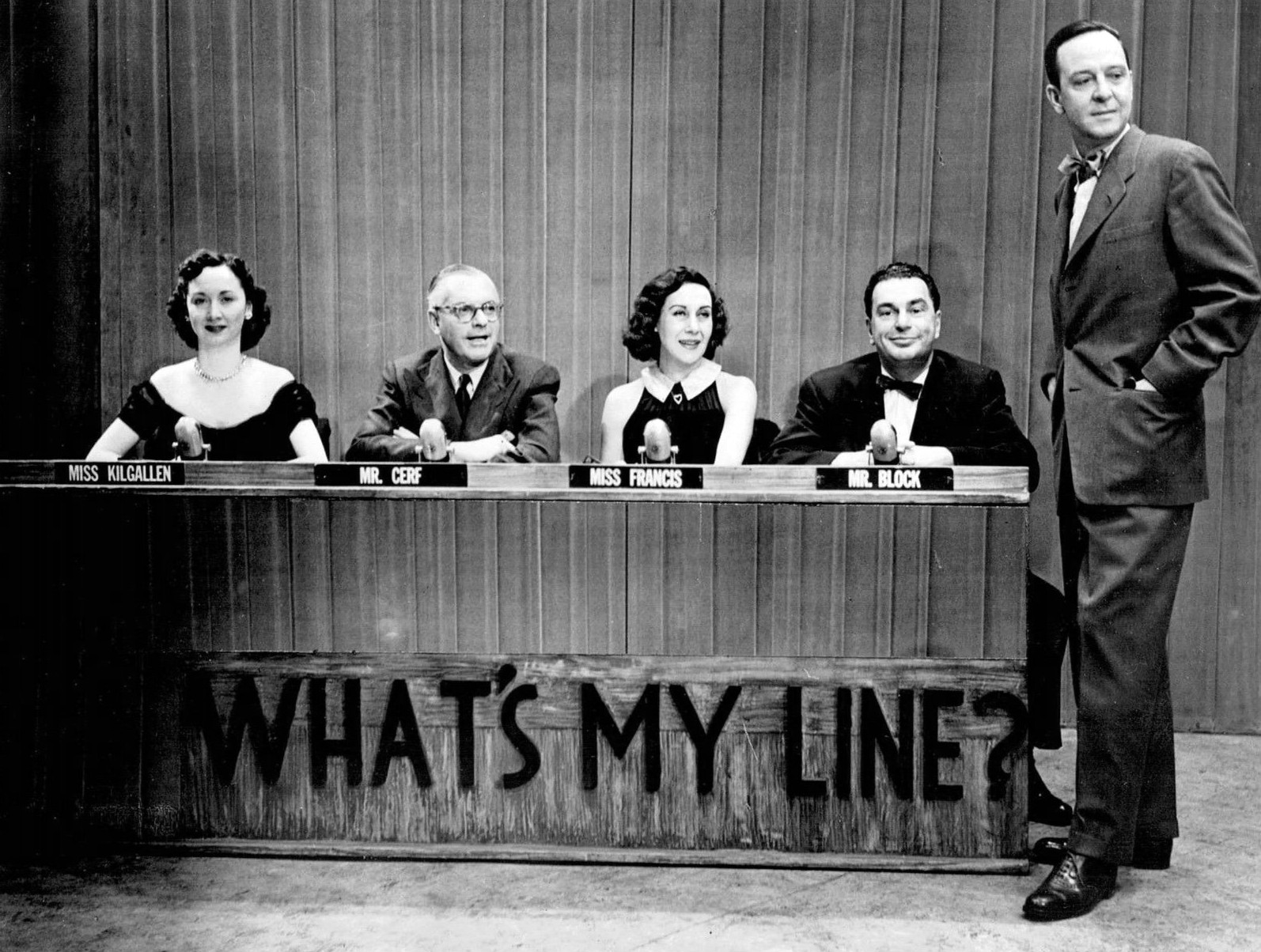
John Daly insieme al gruppo di celebrità di What's My Line? (1952). Da sinistra: Dorothy Kilgallen, Bennett Cerf, Arlene Francis e Hal Block.

Nel 1950, entrò a far parte come ospite fissa nel gioco televisivo What's My Line?, mandato in onda dalla CBS fino al 1967, a cui avrebbe partecipato per ben quindici anni. La trasmissione divenne presto un appuntamento fisso per i telespettatori statunitensi, grazie soprattutto al garbo e all'umorismo dei suoi ospiti. La Kilgallen veniva introdotta dal presentatore John Daly come: "la popolare editorialista la cui rubrica Voice of Broadway appare in tutti i giornali da costa a costa".  Nel suo ruolo di ospite ella portava un tocco di raffinatezza newyorchese, distinguendosi per l'acutezza con cui poneva domande ai concorrenti.
Fu antagonista e avversaria giurata di Frank Sinatra contro cui si scagliava spesso nei suoi editoriali. Ironicamente i due furono amici per diversi anni, fino a quando la Kilgallen non iniziò a criticare le amicizie di Sinatra all'interno del crimine organizzato.

## Scetticismo nei confronti della Commissione Warren
Dorothy Kilgallen si dichiarò pubblicamente scettica circa le conclusioni del rapporto della Commissione Warren sull'assassinio del presidente John Fitzgerald Kennedy e scrisse parecchi articoli di giornale in merito. La Kilgallen ottenne una copia della testimonianza di Jack Ruby rilasciata alla commissione, prima che venisse resa di dominio pubblico, e la fece pubblicare sulla prima pagina del Journal American nell'agosto 1964, sul Philadelphia Inquirer, sul Seattle Post-Intelligencer, e su altri giornali.

## Morte

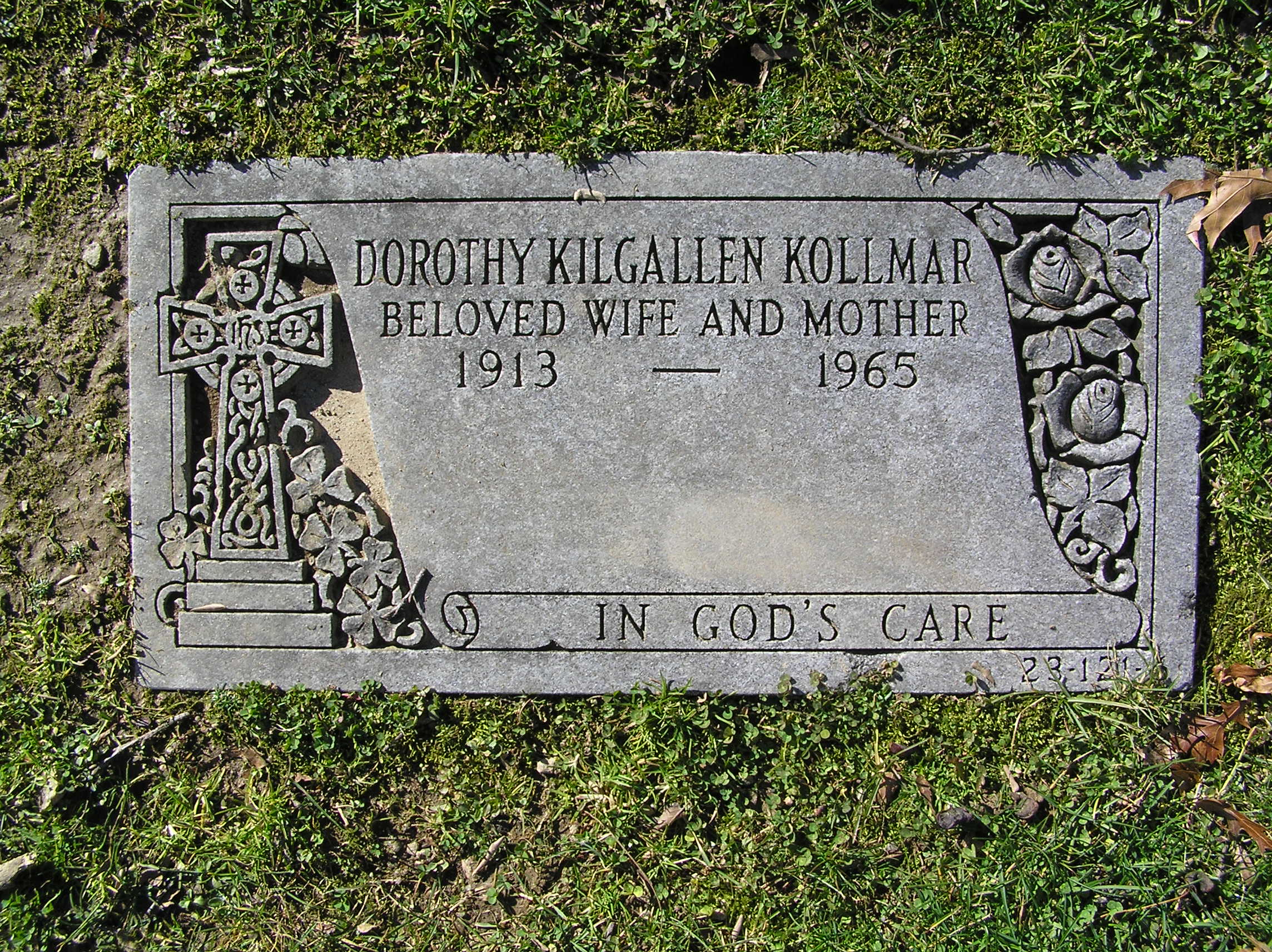
L'iscrizione ai piedi della lapide di Dorothy Kilgallen nel Gate of Heaven Cemetery ad Hawthorne (contea di Westchester, stato di New York)

L'8 novembre 1965, la Kilgallen venne rinvenuta cadavere al terzo piano della sua abitazione a Manhattan. La causa di morte dichiarata, risultante dall'autopsia, fu un collasso cardiaco dovuto a una combinazione fatale di alcol e barbiturici. Molti anni dopo lo scrittore Mark Shaw sarebbe riuscito a dimostrare come le indagini sulla morte della giornalista furono condotte in modo scorretto e che ella, secondo lui, fu senza dubbio vittima di un omicidio.
L'11 novembre i genitori della Kilgallen, il marito e i figli, furono tra le circa 2,600 persone che parteciparono al suo funerale presso la chiesa St. Vincent Ferrer. Tra gli altri partecipanti ci furono John Daly, Arlene Francis, Bennett Cerf, Steve Allen, Ed Sullivan, il produttore cinematografico Joseph E. Levine, Bob Considine e Joan Crawford. Dorothy Kilgallen venne sepolta nel Gate of Heaven Cemetery di New York.
La domenica successiva, 14 novembre, durante la trasmissione in diretta di What's My Line?, il suo posto fu occupato da Kitty Carlisle, che aveva già sostituito temporaneamente la Kilgallen in tre puntate precedenti. La donna disse davanti alla telecamera che sebbene occupasse in quel momento la sedia di Dorothy, "nessuno avrebbe mai potuto prendere il suo posto."

## Filmografia
Cinema
- Sinner Take All - 1936, attrice
- Fly Away Baby - 1937, sceneggiatrice
- Pajama Party - 1964 cameo (in una scena pronuncia la battuta: «Io mi chiamo Dorothy. E tu?»)

Televisione
- What's My Line? - 1950-1965